# Richard von Rieß
Richard Rieß, ab 1885 von Rieß, (* 19. März 1823 in Schwäbisch Gmünd; † 6. Oktober 1898 in Rottenburg am Neckar) war ein deutscher Theologe.

## Leben
Rieß studierte Theologie an der Universität Tübingen, wurde am 28. September 1846 in Rottenburg am Neckar zum Priester geweiht und schließlich zum Dr. phil. promoviert. Nachdem er zunächst 1849 Repetent in Ehingen an der Donau wurde, nahm er eine Stellung als Lehrer der Mathematik und Geographie im Erziehungsinstitut Dr. Lichtenstein in Neutrauchburg an. Von 1856 bis 1858 hatte Rieß diverse Pfarrverweserstellen inne, bevor er Pfarrer und Schulinspektor in Unterboihingen wurde. 1864 wurde er als Oberschulrat außerordentliches Mitglied des katholischen Kirchenrats in Schulsachen und wechselte auf die Stelle des Stadtpfarrers und Schulinspektors nach Ludwigsburg. Am 27. Oktober 1879 wurde er zum Domkapitular der Diözese Rottenburg ernannt und am 30. November 1879 installiert. In  seine Rottenburger Zeit war er auch Vorsitzender des Sülchgauer Altertumsvereins. Ab 1886 bis 1895 war Rieß Abgeordneter des Domkapitels in der Zweiten Kammer des Württembergischen Landtages.

## Wirken
Rieß war neben seinen seelsorgerischen und verwalterischen Aufgaben sowie seiner Lehrtätigkeit auch auf wissenschaftlichem Gebiet aktiv. Er beschäftigte sich hauptsächlich auf dem Gebiet der biblischen Geographie. Sein prominentestes Werk ist ein Bibelatlas, der zunächst 1864 in Freiburg im Breisgau unter dem Titel erschien: Die Länder der heiligen Schrift. Historisch-geographischer Bibel-Atlas als Hilfsmittel zum Verständniß der heiligen Schrift und der biblischen Geschichte. Zugleich mit Rücksicht auf die heutigen geographischen Verhältnisse Palästina’s, der Sinai-Halbinsel und der Ruinenfelder von Assyrien und Babylon, in den späteren Auflagen dann lediglich: Bibel-Atlas in zehn Karten nebst geographischem Index genannt wurde. 1879 erschien das Werk im Englischen, 1880 im Französischen und schließlich 1896 im Lateinischen zur internationalen Verbreitung, unter dem Titel: Atlas Scripturae sacrae. Decem tabulae geographicae cum indice locorum Scripturae sacrae Vulg. edit., scriptorum ecclesiasticorum et ethnicorum. Es folgten diverse weitere Schriften, Artikel in Wissenschaftlichen Fachzeitschriften sowie Beiträge für Lexika, so unter anderem 1872 ebenfalls in Freiburg Biblische Geographie. Vollständiges biblisch-geographisches Verzeichniß als Wegweiser zum erläuternden Verständniß der heiligen Schriften Alten und Neuen Testaments.

## Ehrungen
- 1898 wurde er für seine Verdienste von der Eberhard Karls Universität Tübingen mit der Ehrendoktorwürde eines Dr. theol. h.c. ausgestattet.
- 1885 Ritter I. Klasse des Ordens der württembergischen Krone[1]
- Ehrenkreuz des Ordens der württembergischen Krone
- Kommenturkreuz 2. Klasse des Friedrichs-Ordens